# Diretório Acadêmico Getúlio Vargas (DAGV)

## Introdução
O Diretório Acadêmico Getulio Vargas (www.dagv.org.br) é o órgão de representação discente oficial da Escola de Administração de Empresas de São Paulo(FGV-EAESP) e da Escola de Economia de São Paulo(FGV-EESP). Foi fundado em 2 de maio de 1984, porém, a representação estudantil é mais antiga, datada de 1956, realizada através do Centro Acadêmico (CAAE), que na época representava os alunos de Administração de Empresas. A diretoria é eleita anualmente pelos alunos da graduação por meio de eleições que são realizadas sempre no fim do primeiro semestre. A formação de chapas para concorrer nas eleições é livre, havendo a realização de debates e campanhas para o esclarecimento das ideias para uma maior consciência do alunato em seu voto.
O DAGV é formado por uma Diretoria Executiva Mínima, fixada por estatuto, e por Diretorias Suplementares que são livremente criadas pelas chapas. A Diretoria Executiva Mínima, tal como consta no Estatuto, é formada pela Presidência, Vice-Presidências Acadêmicas (Administração de Empresas, Administração Pública e Economia), Diretoria Financeira, Diretoria de Eventos, Diretoria Cultural e Secretaria Geral.
A função da Diretoria Executiva é coordenar a atuação do DAGV e definir as diretrizes gerais de trabalho, zelando pelos interesses dos alunos e realizando eventos e serviços que promovam e integrem as diversas partes da fundação.
A Gestão Laços (01/07/2024-31/06/2025) apresenta as seguintes diretorias:
Diretoria Executiva
- A Diretoria Executiva é composta por Presidência e Secretaria Geral, e dá suporte, direta ou indiretamente, a todos os projetos e áreas do DAGV. Entre suas atribuições estão os contatos institucionais com outras organizações, como as Entidades e CAs e DAs de outras faculdades, lidar com o âmbito jurídico, o alinhamento e comunicação com as coordenações e a diretoria da FGV. Em resumo, são atribuições de cunho político, burocrático e de gerenciamento.

Diretoria Mínima
- Acadêmicos: As vice-presidências acadêmicas do DAGV se dividem entre os três cursos: Administração de Empresas, Administração Pública e Economia. Elas são responsáveis por: Ser referência enquanto canal de comunicação e representação entre os alunos, professores e funcionários do curso de AP e o DAGV; Contribuir com a promoção de mudanças e complementos acadêmicos, conforme as demandas do alunato; Trabalhar o bem-estar e a socialização dos alunos do curso.Os principais projetos das áreas são Fuja dos Nabos, o Boas Provas da EESP, o Conexão Mercado de Trabalho, o Papo CEO,  Economia em Foco, a organização dos Fóruns de AE e AP, Manual de Bolsistas e além disso eventualmente contribuir com alterações da própria grade e regulamentação de seus respectivos cursos.
- Financeiro: A área financeira do DAGV tem como responsabilidade a gestão e o controle de suas contas bancárias e a realização de atividades cotidianas, como pagar de conta, permitir receitas e despesas, com intuito de manter uma situação financeira saudável para sua gestão e as próximas. Além disso, também é sua função o processo decisório da alocação de recursos entre as  diversas áreas internas do DAGV, como o planejamento financeiro/orçamentário de cada festa.
- Cultural: Comprometendo-se a completar a formação extracurricular dos/as estudantes da EAESP e EESP, a área Cultural procura criar meios e formas diversas de alcançar essa missão. Pode-se entender essa atuando em três frentes principais: Sociedade, Arte e Política. Quanto às questões relacionadas à sociedade, essa área se engaja em trazer reflexões sobre a vivência universitária, saúde mental, percepção do outro, etc. Quanto às questões sobre arte, procura-se criar ambientes de desenvolvimento de habilidade artísticas e culturais, além de promover o contato com diferentes manifestações artísticas, principalmente àquelas que compõem o quadro cultural nacional. Por fim, quanto à política, pautado em princípios de direitos humanos e de democracia, a área se organiza a fim de criar espaços de troca de informações e contato com agentes políticos que se comprometem com o projeto de Brasil mais igual, desenvolvido e integrado.
- Eventos: A área de Eventos organiza as festas do DAGV. É uma das maiores áreas do DA e nela você pode participar ajudando a pensar e planejar os eventos e trabalhar nas festas. Os principais projetos (ou festas) da área são:  a Gioconda (uma das melhores festas universitárias do país), Giorgina Verano e a GVjada, sendo a última realizada em conjunto com a AAAGV (Atlética).

Diretoria Suplementar
- Gestão de Pessoas: A área de Gestão de Pessoas é responsável pelo recrutamento, pela integração do membros, pelas avaliações de cada área e da diretoria e também cuida da distribuição de créditos e feedbacks à gestão. É uma das principais áreas do DAGV por zelar pela harmonia entre todos e pela integração do grupo e das equipes de projetos.  Os principais projetos da área são o engajamento no órgão representativo, o bem-estar e  as avaliações internas. Se você pensa em entrar no DAGV, provavelmente conhecerá alguém do Gestão de Pessoas porque também desenvolvemos e aplicamos o recrutamento dos membros. Então, se quer entrar no Diretório, procure alguém de GP!
- Marketing: A área de Marketing do DAGV é responsável por toda a criação e comunicação de conteúdo do DAGV, além da divulgação dos seus eventos. Sendo assim, cabe à área gerir as páginas do DA no facebook, o perfil do Instagram e Tiktok, Site e Linkedin. Todas as áreas dependem da área de Marketing, tornando ela central para o funcionamento do DAGV.
- Social: A área Social busca criar o compromisso de cada aluno com desenvolvimento e responsabilidade social através da realização de projetos pontuais ligados a diversas realidades, a fim de mudar a percepção do alunato em relação ao ambiente em que estudam, conectando-os a múltiplas vivências que muitas vezes não estão presentes em seu dia a dia. Além disso, a área busca viabilizar a atuação ativa e direta dos alunos nessas causas e potencializar a cultura de engajamento social dentro da FGV.
- Institucional: O objetivo da área institucional do DAGV é promover um ambiente de valorização e apoio aos coletivos existentes na EAESP e EESP (20 de novembro, GVDelta, Candaces e o grupo de bolsistas) e a diversidade em geral, proporcionando ações que visem uma melhor vivência para as minorias políticas dentro da faculdade, pertencentes ou não aos coletivos. As ações realizadas pela área apresentam duas principais diretrizes: a atuação e acolhimento dentro do ambiente de festas do DAGV e a atuação dentro da universidade e no ambiente acadêmico em geral, buscando gerar mudança de cultura e promover discussões acerca da diversidade.
- Entidades Estudantis: A área é responsável por gerenciar as entidades estudantis reconhecidas pela Fundação Getulio Vargas, com o intuito de promover uma maior organização, em relação a emissão de horas complementares e reservas de sala, além de auxiliá-las em demandas e dificuldades, facilitando a comunicação delas com a FGV.
- Produtos: A área de produtos é responsável pelas grifes e itens do DAGV. Tem como principal objetivo tornar a experiência do aluno na GV a melhor possível, por meio de atividades interativas, como venda de produtos que representam a comunidade gvniana, despertando o sentimento de pertencimento.
- Captação de Recursos: A área de Captação de Recursos é responsável por realizar parcerias com terceiros na busca de enriquecer a experiência do alunato. Seja angariando aportes financeiros para o caixa do DAGV, conseguindo bonificações de produtos e ativações para aprimorar a experiência dos eventos e também agregar na infraestrutura do diretório, além de buscar benefícios para o alunato em nosso Clube de Benefícios. Assim, é uma área que trabalha em muito contato com o DAGV como um todo, e com um contato externo bastante enriquecedor. Os objetivos da área estão focados em expandir a capacidade de atuação da mesma e explorar o seu potencial visto a grandiosidade do DAGV.
- Integração: A área de integração é voltada para a produção de entretenimento e engajamento dos alunos, com enfoque nos nos novos ingressantes da faculdade, os bixos. Os projetos da área possuem o objetivo de fomentar o espírito GVniano neles. Com isso, Gincana dos Bixos, Manual do Aluno, Recepção dos Bixos e GV DAY são somente alguns dos nossos projetos, os quais envolvem as seguintes áreas: design visual, criação, comercial e organizacional

## História
Fundado em 1956, dois anos após a fundação da Escola de Administração de Empresas de São Paulo, o Centro Acadêmico da EAESP foi criado com o intuito de representar o alunato do curso de Administração de Empresas. No ano seguinte o CAAE promove um concurso para escolher seu brasão institucional. O brasão escolhido, desenhado por Juan de Bourbon, é utilizado até hoje tanto pelo DAGV como pela EAESP.
"Os alunos do curso de graduação, dotados de singular criatividade, formaram um Diretório Acadêmico extremamente ativo, que teve muitas de suas reivindicações pedagógicas atendidas, tais como avaliação dos professores pelos alunos e oferta regular de disciplinas optativas, algo incomum na década de 1960. Comum nos EUA, mas novidade no Brasil, foi a criação de uma Associação de Ex-Alunos, com representação no Conselho de Administração e participante do dia a dia da Escola. A criação, em 1988, da primeira Empresa Júnior da América Latina foi também um marco da criatividade do alunado da EAESP"
Em 1969, inicia-se o Curso de Graduação em Administração Pública na EAESP, assim, deste momento em diante o CA começa a representar ambos os cursos. Em 2 de maio de 1984, o CA é refundado como Diretório Acadêmico Getúlio Vargas. De acordo com o presidente da época, a mudança ocorreu pois o Centro Acadêmico, por regras da Fundação, não poderia ter assento no Conselho de Administração da escola. Três anos depois, é fundada a Associação Acadêmica Atlética Getulio Vargas, a partir da Diretoria de Esportes do DAGV, uma iniciativa dos alunos para estruturar a área esportiva com maior autonomia. Assim como a Associação Acadêmica Atlética, houve a criação da Gazeta Vargas, que se desvinculou institucionalmente do Diretório.
O CAAE, antes da mudança para Diretório, construiu uma trajetória política muito forte e influente. No ano de 1962, o Centro Acadêmico começa a se inserir na política estudantil ao participar do Congresso da UNE. Congresso, este, que dois anos depois foi declarado ilegal durante o regime ditatorial brasileiro e passa a atuar na clandestinidade. Anos depois, em 1977, inicia-se a reconstrução da UNE e da UEE (União Estadual dos Estudantes), com o apoio e suporte do então presidente do CAAE, Marcelo Barbieri. Durante dois anos, em 1979 e 1980, a UNE foi sediada dentro da EAESP, em uma sala dentro do Centro Acadêmico. Durante um período bastante conturbado, o CAAE foi alvo de pichações por parte do CCC (Comando de Caça ao Comunismo) e ameaçado de invasão pela polícia.
Continuando com sua trajetória política expressiva, o Centro Acadêmico é o primeiro CA a manifestar total apoio à organização das Diretas Já!, em 1983, recebendo um telegrama de Ulysses Guimarães agradecendo a tomada de posição. Quase cinco anos depois, os alunos da FGV se engajam no movimento Caras Pintadas, movimento estudantil que pedia o impeachment do então presidente do Brasil, Fernando Collor de Mello. Somente anos depois, o Diretório começa a se reinserir na política ao participar da FENEAD (Federação Nacional dos Estudantes de Administração) e FENECAP (Federação Nacional dos Estudantes do Campo de Públicas).
Mostrando sua representatividade política e cultural, durante o Circuito Universitário de Música Popular Brasileira em 1973, grandes nomes da MPB se apresentaram no Auditório da EAESP, tais como: Chico Buarque, Gonzaguinha, Elis Regina, Paulinho da Viola, Gilberto Gil e Alceu Valença. Por conta de uma das apresentações, Chico Buarque e o presidente do CAAE foram intimados a depor por desrespeito à censura.
Inicia-se em 1989 a tradição de festas universitárias na EAESP, ocorre a primeira edição da Gioconda Venuta, que começa como um churrasco de sala e viria a se tornar a mais icônica festa do meio universitário brasileiro até hoje. Anos depois, é fundada a Giovanna Prima, outra renomada festa do DAGV que foi por muito tempo referência em festas à fantasia no meio universitário.
No início dos anos 2000, houve a fundação da Escola de Direito de São Paulo (EDESP) e a fundação da Escola de Economia de São Paulo (EESP). A EDESP, que por conta da distância entre as duas Escolas, decide por criar seu próprio Centro Acadêmico. Os alunos da EESP decidem aderir ao DAGV como associados.
No segundo semestre de 2016, o Diretório Acadêmico Getulio Vargas se une ao Diretório Acadêmico Insper e um grupo de alunos da Economia da Pontifícia Universidade Católica de São Paulo e realizam um debate econômico no TUCA (Teatro da Pontifícia Universidade Católica de São Paulo), contando com nomes como Eduardo Suplicy, Ladislau Dowbor, Luiz Gonzaga Beluzzo, Luiz Fernando Figueiredo e Vladimir Kuhl Teles. O debate foi transmitido ao vivo e foi o primeiro evento a retomar a articulação do movimento estudantil não partidarizado e fora do circuito das entidades da USP.
Ainda no segundo semestre de 2016, com o intuito de ampliar a politização do alunato da EAESP e EESP, e a participação no movimento estudantil, o Diretório Acadêmico Getulio Vargas ajuda a reunir outros grupos estudantis para promover um debate entre as candidatas e candidatos à prefeitura de São Paulo, evento batizado de "Universidade vai às urnas", que contou com a participação das seguintes instituições e consolidou a retomada do movimento estudantil articulado na cidade de São Paulo:
-Centro Acadêmico XI de Agosto - Direito USP
-Centro Acadêmico Direito GV - FGV
-Centro Acadêmico João Mendes Jr. - Direito Mackenzie
-Centro Acadêmico Oswaldo Cruz - Medicina USP
-Centro Acadêmico Visconde de Cairu - FEA USP
-Centro Acadêmico Vladimir Herzog - Cásper Líbero
-Diretório Acadêmico Getulio Vargas - FGV
-Diretório Acadêmico Guerreiro Ramos e Centro Acadêmico 4 de Dezembro - ESPM
-Diretório Acadêmico Insper
-Grêmio Politécnico - POLI USP
Com a decisão da EAESP em ampliar a diversidade, tendo aumentado o número de alunos que ingressam por meio do ENEM com o plano de, gradualmente, substituir o vestibular tradicional integralmente, novos desafios surgem. Entre eles, a discussão de cotas, que gerou uma polêmica muito grande após uma nota do Diretório Acadêmico Getulio Vargas se posicionando de maneira favorável à política de ação afirmativa. Nesse período de transição, o conflito se torna inevitável, vindo à tona algumas pautas como o machismo, racismo e assédio sexual, culminando, em 2015 na proibição do hino da faculdade. Em 2017, com a ampliação e fortalecimento dos canais de ouvidoria do Diretório Acadêmico Getulio Vargas, a maior articulação dos grupos que compõem as minorias e uma maior conscientização do alunato, há uma maior exposição dos casos problemáticos com encaminhamento dos alunos envolvidos para a comissão de ética da EAESP e também outros casos envolvendo professores da escola, para os quais foi criado uma comissão de sindicância para apurar as denúncias.

## Gestões
A representação estudantil da Fundação entre os anos de 1956 e 1984 era feita através do Centro Acadêmico (CAAE). Esse órgão era inicialmente responsável pela representação dos alunos do curso de Administração de Empresas, fato que se alterou em 1969 com o início do curso de Administração Pública, cujos alunos passaram a ser representados também pelo CAAE. Em 1984 o Diretório Acadêmico da Fundação Getulio Vargas substitui o CAAE, e hoje é responsável pela representação dos alunos dos cursos de Administração de Empresas, Administração Pública e Economia.
A seguir, a linhagem das chapas e respectivos presidentes, desde a fundação do DAGV
1984/1985 - Novo Tempo - Presidente: Marcelo Duarte Cavinatto
1985/1986 - Sem Mestre - Presidente: José Frederico Magalhães Braga
1986/1987 - Equipe - Presidente: Rodrigo Santos da Rocha Loures (Persona non Grata)
1987/1988 - PANE - Presidente: Ronaldo Zacarias
1988/1989 - Impacto - Presidente: José Vicente Marino
1989/1990 - Ação - Presidente: André Luiz Homem de Mello Oliveira
1990/1991 - Evolução - Presidente: Paulo Sergio Credidio Cordeiro
1991/1992 - Ampliação - Presidente: Clodoaldo Pelissioni
1992/1993 - Laranja Mecânica - Presidente: Guilherme Mishima Honorio
1993/1994 - Pró-GV - Presidente: José Guilherme Romanini Domingos
1994/1995 - Paratodos - Presidente: João Manoel Pinho de Mello
1995/1996 - Interativa - Presidente: Augusto Bezana
1996/1997 - Reformatio In Melius - Presidente: Joaquim Thomé Junior
1997/1998 - Inovação - Presidente: Ivan Rodrigo Rizzo e Lourenço Senne Paz
1998/1999 - Origens - Presidente: Alessandro Ranulfo Lima Nery
1999/2000 - Identidade - Presidente: João Luiz Alcântara Amorim de Benevides
2000/2001 - Caráter - Presidente: Rodolfo Pelegrini
2001/2002 - Sinergia - Presidente: Camila de Assunção Appel
2002/2003 - Aliança - Presidente: Renato Luiz Furquim de Mendonça
2003/2004 - Manifesto/12 - Presidente: João Carlos Falzeta Zanini
2004/2005 - Manifesto - Presidente: Marcelo Neto Serra
2005/2006 - Decisão - Presidente: Fernando Hideki Ishida Oshima
2006/2007 - Atitude! - Presidente: Cassio Cavalieri Puterman
2007/2008 - Contato - Presidente: Tiago Tadeu Bezerra
2008/2009 - IMPACTO! - Presidente: Luan Gabellini
2009/2010 - INTERAÇÃO! - Presidente: Arthur Veloso
2010/2011 - Acesso - Presidente: Caio Occhini
2011/2012 - Resgate - Presidente: André Salem
2012/2013 - Expansão - Presidente: Julio D`Amore
2013/2014 - Expansão II - Presidente: Marcelo Bronze
2014/2015 - Expansão III - Presidente: Gabriela Novaes Brepohl
2015/2016 - Chave - Presidente: João Vitor Bonilha
2016/2017 - Inter - Presidente: Luis Gustavo Perez Fakhouri
2017/2018 - SER - Presidente: Eduardo Junqueira Dias
2018/2019 - Elo - Presidente: Leonardo Leite Soares Santos
2019/2020 - Verso - Presidente: Ana Catarina de Oliveira Lima Seron
2020/2021 - Nós - Presidente: Marco Marzola Koblinsky
2021/2022 - Pontes - Gabriel Domingues
2022/2023 - Norte - Priel Iampolsky Zimberg
2023/2024 - Ecos - Maria Julia Santos Silva
2024/2025 - Laços - Leticia Hitomi Tokuda
2025/2026 - Lótus - Daniel Temin Wood
O CAAE / DAGV já teve como presidente Eduardo Suplicy, ex-senador da Republica, Marcelo Barbieri, ex-prefeito de Araraquara, Rodrigo Santos da Rocha Loures (Persona non Grata), assessor especial do presidente Michel Temer, José Vicente Marino, presidente da Flora, Clodoaldo Pelissioni, Secretário de Transportes Metropolitanos do Estado de São Paulo, João Manoel Pinho de Mello, professor do Insper, Augusto Bezana, Diretor Administrativo-Financeiro da Prodesp e João Carlos Falzeta Zanini, diplomata brasileiro em Benim.